# Liste der Baudenkmäler in Wonneberg
Auf dieser Seite sind die Baudenkmäler in der oberbayerischen Gemeinde Wonneberg zusammengestellt. Diese Tabelle ist eine Teilliste der Liste der Baudenkmäler in Bayern. Grundlage ist die Bayerische Denkmalliste, die auf Basis des Bayerischen Denkmalschutzgesetzes vom 1. Oktober 1973 erstmals erstellt wurde und seither durch das Bayerische Landesamt für Denkmalpflege geführt wird. Die folgenden Angaben ersetzen nicht die rechtsverbindliche Auskunft der Denkmalschutzbehörde.

## Baudenkmäler nach Ortsteilen

### Burgstall
| Lage                   | Objekt               | Beschreibung | Akten-Nr.    | Bild |
| ---------------------- | -------------------- | --- | ------------ | ---- |
| Burgstall 7 (Standort) | Ehemaliges Schulhaus | Blockbau, im Erdgeschoss verputzt, Mantellaube mit geschlossener Brüstung, im Kern 17. Jahrhundert; zugehörig translozierter Getreidekasten aus Törring (Stadt Tittmoning), Türblatt bezeichnet mit dem Jahr 1762, auf massivem modernen Erdgeschoss. | D-1-89-165-5 | BW   |

### Egerdach
| Lage                     | Objekt        | Beschreibung | Akten-Nr.     | Bild           |
| ------------------------ | ------------- | --- | ------------- | -------------- |
| Am Kircherl 5 (Standort) | St. Margareta | Katholische Kirche, Saalbau mit leicht eingezogenem polygonalem Chor, spätgotisch, wohl zweite Hälfte 15. Jahrhundert, Dachreiter 1766; mit Ausstattung. | D-1-89-165-6  | weitere Bilder |
| Egerdach 55 (Standort)   | Feldkreuz     | hölzerner Corpus, 18./19. Jahrhundert. | D-1-89-165-16 | BW             |

### Greinachtal
| Lage                     | Objekt                    | Beschreibung | Akten-Nr.    | Bild |
| ------------------------ | ------------------------- | --- | ------------ | ---- |
| Greinachtal 2 (Standort) | Ehemaliges Handwerkerhaus | Bestehend aus zwei in der Höhe versetzten Teilen, zusammengefasst unter breitem Flachsatteldach: Nordteil ehemalige Schmiede, mit Blockbau-Geschoss und Eckfletz, Ende 17. Jahrhundert, über frei liegendem Untergeschoss; Südteil mit Blockbau-Obergeschoss, Fletztür bezeichnet mit dem Jahr 1829, Lauben modern erneuert. | D-1-89-165-7 | BW   |

### Kirchhalling
| Lage                      | Objekt       | Beschreibung | Akten-Nr.    | Bild           |
| ------------------------- | ------------ | --- | ------------ | -------------- |
| Kirchhalling 3 (Standort) | St. Nikolaus | Katholische Filialkirche, Saalbau mit nicht eingezogenem polygonalem Chor, spätgotisch, erste Hälfte 15. Jahrhundert, Dachreiter barock; mit Ausstattung. | D-1-89-165-9 | weitere Bilder |

### Köpfelsberg
| Lage                                 | Objekt     | Beschreibung | Akten-Nr.     | Bild           |
| ------------------------------------ | ---------- | --- | ------------- | -------------- |
| Köpfelsberg Köpfelsberg 2 (Standort) | Hofkapelle | Achteckiger Bau mit geschweiftem Dach und Dachreiter, über dem Eingang bezeichnet mit dem Jahr 1935; mit Ausstattung; zu Haus Nr. 3 gehörig. | D-1-89-165-10 | weitere Bilder |
| Ruhsdorfer Feld (Standort)           | Brechelbad | Zweiräumiges ehemaliges Brechelbad, 19. Jahrhundert; in der Wiese östlich von Köpfelsberg, Haus Nr. 5.                                       | D-1-89-165-17 | BW             |

### Obermoosen
| Lage                       | Objekt            | Beschreibung                                                                      | Akten-Nr.     | Bild |
| -------------------------- | ----------------- | --------------------------------------------------------------------------------- | ------------- | ---- |
| Nähe Obermoosen (Standort) | Kapellenbildstock | Mitte 19. Jahrhundert, Dach modern; am südlichen Ortsrand, zu Haus Nr. 6 gehörig. | D-1-89-165-11 | BW   |

### Oberwendling
| Lage                                   | Objekt     | Beschreibung | Akten-Nr.     | Bild |
| -------------------------------------- | ---------- | --- | ------------- | ---- |
| nördlich von Oberwendling 1 (Standort) | Hofkapelle | Satteldachbau mit eingezogener Rundapsis und hölzernem Dachreiter, um 1930; mit Ausstattung; zu Haus Nr. 1 gehörig | D-1-89-165-18 | BW   |

### Plattenberg
| Lage                                | Objekt     | Beschreibung | Akten-Nr.     | Bild           |
| ----------------------------------- | ---------- | --- | ------------- | -------------- |
| Pater-Bernhard-Straße 67 (Standort) | Hofkapelle | Satteldachbau mit polygonalem Schluss und Dachreiter, neuromanisch, Altargitter bezeichnet mit dem Jahr 1859; mit Ausstattung; zu Haus Nr. 1 gehörig. | D-1-89-165-12 | weitere Bilder |

### St. Leonhard am Wonneberg
| Lage                                          | Objekt               | Beschreibung | Akten-Nr.    | Bild           |
| --------------------------------------------- | -------------------- | --- | ------------ | -------------- |
| Rupertistraße 2; Rupertistraße 2 a (Standort) | Ehemaliges Schulhaus | Zweigeschossiger Putzbau mit Halbwalmdach, 1824 erbaut, modern erweitert. | D-1-89-165-2 | BW             |
| Rupertistraße 3 (Standort)                    | St. Leonhard         | Katholische Kuratie- und Wallfahrtskirche, Saalbau mit polygonalem Chor und hohem Westturm, spätgotisch, zweite Hälfte 15. Jahrhundert, Turmobergeschoss 1691/92; mit Ausstattung; Friedhofsummauerung, Südseite, 17./18. Jahrhundert, Nordseite mit Blendbögen, 1923. | D-1-89-165-1 | weitere Bilder |
| Scharlinger Straße 4 (Standort)               | Bauernhaus           | Bauernhaus mit Mittertenne und doppelter Widerkehr, Wohnteil mit gewölbtem Querfletz und verputztem Blockbau-Obergeschoss, im Putz bezeichnet mit dem Jahr 1627, Widerkehr um 1900.                                                                                    | D-1-89-165-3 | BW             |

### Untermoosen
| Lage                        | Objekt  | Beschreibung | Akten-Nr.     | Bild           |
| --------------------------- | ------- | --- | ------------- | -------------- |
| Nähe Untermoosen (Standort) | Kapelle | Satteldachbau mit Putzgliederung und polygonalem Schluss, neugotisch, erbaut 1873; mit Ausstattung; zu Haus Nr. 14 gehörig. | D-1-89-165-14 | weitere Bilder |

### Unterwendling
| Lage                        | Objekt     | Beschreibung                                                                                  | Akten-Nr.     | Bild |
| --------------------------- | ---------- | --------------------------------------------------------------------------------------------- | ------------- | ---- |
| In Unterwendling (Standort) | Hofkapelle | Offener Bau mit kleinem Dachreiter, erbaut 1909; mit Ausstattung; nordöstlich von Haus Nr. 4. | D-1-89-165-19 | BW   |

### Weberhäusl
| Lage                    | Objekt                                     | Beschreibung | Akten-Nr.     | Bild |
| ----------------------- | ------------------------------------------ | --- | ------------- | ---- |
| Weberhäusl 1 (Standort) | Ehemaliges Handwerker- und Kleinbauernhaus | Ehemaliges Handwerker- und Kleinbauernhaus, mit Mittertenne und doppeltem Hakenschopf, Wohnteil massiv mit Giebelbundwerk und Hochlaube, an der Firstpfette bezeichnet mit dem Jahr 1820. | D-1-89-165-15 | BW   |

### Zell
| Lage              | Objekt     | Beschreibung | Akten-Nr.     | Bild |
| ----------------- | ---------- | --- | ------------- | ---- |
| Zell 7 (Standort) | Bauernhaus | Bauernhaus mit Mittertenne und doppelter Widerkehr, Wohnteil massiv mit hohem Kniestock, Hochlaube und Bundwerkzone im Giebel, Fletztür bezeichnet mit dem Jahr 1792, umgestaltet erste Hälfte 19. Jahrhundert, Widerkehr um 1900; Stadel, 19. Jahrhundert, mit eingebautem, zweigeschossigem Getreidekasten des 18. Jahrhunderts. | D-1-89-165-20 | BW   |